# Maria Mateas
Maria Mateas (Oradea, 21 luglio 1999) è una tennista statunitense.

## Carriera
Maria Mateas è di origini romene. Ha vinto 2 titoli in singolare e 6 titoli in doppio nel circuito ITF in carriera. Il 13 agosto 2018, ha raggiunto il best ranking mondiale nel singolare al numero 284, mentre il 3 luglio 2023 ha raggiunto il miglior piazzamento mondiale nel doppio, al numero 193.
Ha fatto il suo debutto al Bank of the West Classic 2016 grazie ad una wild-card. Viene sconfitta al primo turno da Zheng Saisai.

## Statistiche ITF

### Singolare

#### Vittorie (2)
| Torneo $100.000 (0) |
| Torneo $80.000 (0)  |
| Torneo $60.000 (1)  |
| Torneo $40.000 (0)  |
| Torneo $25.000 (1)  |
| Torneo $15.000 (0)  |

| N. | Data             | Torneo                                          | Superficie | Avversaria in finale | Punteggio   |
| 1. | 20 novembre 2023 | Women's Santo Domingo, Santo Domingo            | Cemento    | Ana Sofía Sánchez    | 7-5, 7-6(2) |
| 2. | 21 luglio 2024   | Championnats Banque Nationale de Granby, Granby | Cemento    | Kayla Cross          | 6-3, 7-6(3) |

#### Sconfitte (3)
| Torneo $100.000 (0) |
| Torneo $80.000 (0)  |
| Torneo $60.000 (0)  |
| Torneo $40.000 (0)  |
| Torneo $25.000 (3)  |
| Torneo $15.000 (0)  |

| N. | Data            | Torneo                                                                | Superficie | Avversaria in finale | Punteggio     |
| 1. | 5 marzo 2023    | Spring Women's Open, Spring                                           | Cemento    | Julija Starodubceva  | 3-6, 6-2, 2-6 |
| 2. | 21 gennaio 2024 | Tournoi International Féminin de la Ville de Petit-Bourg, Petit-Bourg | Cemento    | Fanny Östlund        | 6-4, 4-6, 3-6 |
| 3. | 6 ottobre 2024  | Redding Pro Women's Open, Redding                                     | Cemento    | Lea Ma               | 3-6, 2-6      |

### Doppio

#### Vittorie (6)
| Torneo $100.000 (0) |
| Torneo $80.000 (0)  |
| Torneo $60.000 (2)  |
| Torneo $40.000 (0)  |
| Torneo $25.000 (4)  |
| Torneo $15.000 (0)  |

| N. | Data           | Torneo                                             | Superficie  | Compagna         | Avversarie in finale                       | Punteggio           |
| 1. | 19 agosto 2022 | Ciudad de Ourense, Ourense                         | Cemento     | Arantxa Rus      | Yvonne Cavallé Reimers Lucía Cortez Llorca | 6-4, 5-7, [10-7]    |
| 2. | 4 marzo 2023   | Spring Women's Open, Spring                        | Cemento     | Clervie Ngounoue | Sofia Johnson Julija Starodubceva          | 6-4, 2-6, [10-4]    |
| 3. | 13 maggio 2023 | Orlando Women's Open, Orlando                      | Terra verde | Makenna Jones    | Dalayna Hewitt Katarina Jokić              | 6-4, 6-2            |
| 4. | 17 giugno 2023 | Palmetto Pro Open, Sumter                          | Cemento     | Anna Rogers      | McCartney Kessler Julija Starodubceva      | 6-4, 6(3)-7, [10-6] |
| 5. | 24 giugno 2023 | Wichita Women's Open, Wichita                      | Cemento     | Reese Brantmeier | Ava Markham Alina Ščerbinina               | 6-2, 6-4            |
| 6. | 4 gennaio 2025 | ITF World Tennis Tour Presented by SAT, Nonthaburi | Cemento     | Alana Smith      | Cho I-hsuan Cho Yi-tsen                    | 6-1, 6-3            |

#### Sconfitte (3)
| Torneo $100.000 (0) |
| Torneo $80.000 (0)  |
| Torneo $60.000 (1)  |
| Torneo $40.000 (1)  |
| Torneo $25.000 (1)  |
| Torneo $15.000 (0)  |

| N. | Data            | Torneo                                   | Superficie  | Compagna                    | Avversarie in finale            | Punteggio |
| 1. | 13 aprile 2018  | Pelham Racquet Club Pro Classic, Pelham  | Terra verde | María José Portillo Ramírez | Alexa Guarachi Erin Routliffe   | 1-6, 2-6  |
| 2. | 22 ottobre 2022 | Mercer Tennis Classic, Macon             | Cemento     | Madison Brengle             | Anna Rogers Christina Rosca     | 4-6, 4-6  |
| 3. | 19 aprile 2025  | Florida's Sports Coast Open, Zephyrhills | Terra verde | Alana Smith                 | Marija Kozyreva Iryna Šymanovič | 4-6, 1-6  |